# Spirkenwälder Saminatal
Spirkenwälder Saminatal este o arie protejată (arie specială de conservare — SAC, sit de importanță comunitară — SCI) din Austria întinsă pe o suprafață de 477,31 ha, integral pe uscat.

## Localizare
Centrul sitului Spirkenwälder Saminatal este situat la coordonatele 47°09′51″N 9°36′35″E / 47.1641°N 9.6097°E.

## Înființare
Situl Spirkenwälder Saminatal a fost declarat sit de importanță comunitară în februarie 2002 pentru a proteja 3 specii de animale. Situl a fost protejat și ca arie specială de conservare în august 2003.

## Biodiversitate
Situată în ecoregiunea alpină, aria protejată conține 3 habitate naturale: Tufărișuri cu Pinus mugo și Rhododendron hirsutum (Mugo-Rhododendretum hirsuti), Grohotișuri calcaroase și de șisturi calcaroase de la nivelul montan până la nivelul alpin (Thlaspietea rotundifolii), Păduri montane și subalpine de Pinus uncinata (* dezvoltate pe substrat gipsos sau calcaros).
La baza desemnării sitului se află mai multe specii protejate de  păsări (3): cocoșul de mesteacăn (Bonasa bonasia), ciocănitoare de munte (Picoides tridactylus), cocoșul de mesteacăn (Tetrao tetrix tetrix).
Pe lângă speciile protejate, pe teritoriul sitului au mai fost identificate 1 specie de mamifere, 3 specii de reptile.